# Črni september
Črni september (arabsko منظمة أيلول الأسود) je bila militantna frakcija palestinske teroristične organizacije Fatah. 
Frakcija je bila ustanovljena po jordanskem poboju in izgonu Palestincev septembra leta 1970, po čemer si je tudi nadela ime. Njena najbolj odmevna akcija je bila ugrabitev in poboj izraelskih športnikov na Olimpijskih igrah v Münchnu leta 1972.
Zadnja večja teroristična akcija, ki jo je skupina izvedla, je bila akcija v Kartumu, leta 1973. Po tem je skupina izginila z mednarodnega prizorišča. 